# Венец (Сосновский район)
Вене́ц —  село в Сосновском районе Нижегородской области. Входит в состав Рожковского сельсовета.

## Этимология
Происхождение названия села имеет две версии: по одной, оно было названо по имевшемуся здесь роднику, окружённому бревенчатым срубом, по другой — необычному расположению в окружении других населённых пунктов.

## География
Село находится на расстоянии примерно 21 км (по прямой) к югу от рабочего посёлка Сосновское, административного центра района.

### Часовой пояс
Село Венец, как и вся Нижегородская область, находится в часовой зоне МСК (московское время). Смещение применяемого времени относительно UTC составляет +3:00.

## История
Село известно с 1859 года, когда в нём было отмечено 170 жителей.

## Население
| 2002 | 2010 |
| ---- | ---- |
| 422  | ↘333 |

### Национальный состав
Согласно результатам переписи 2002 года, в национальной структуре населения русские составляли 99 % из 429 чел.